# Porto Covo
Porto Covo üdülőhely Portugália délnyugati, atlanti-óceáni partvidékén, Alentejo régióban, Lisszabontól 170 kilométerre délre. Sines községhez (portugálul concelho) tartozó két civil egyházkerület (portugálul freguesia) egyike. A Porto Covo elnevezés jelentése ’Covo kikötője’, ahol a covo egy rákfogásra használt agyagedény, rácsa.

## Földrajz

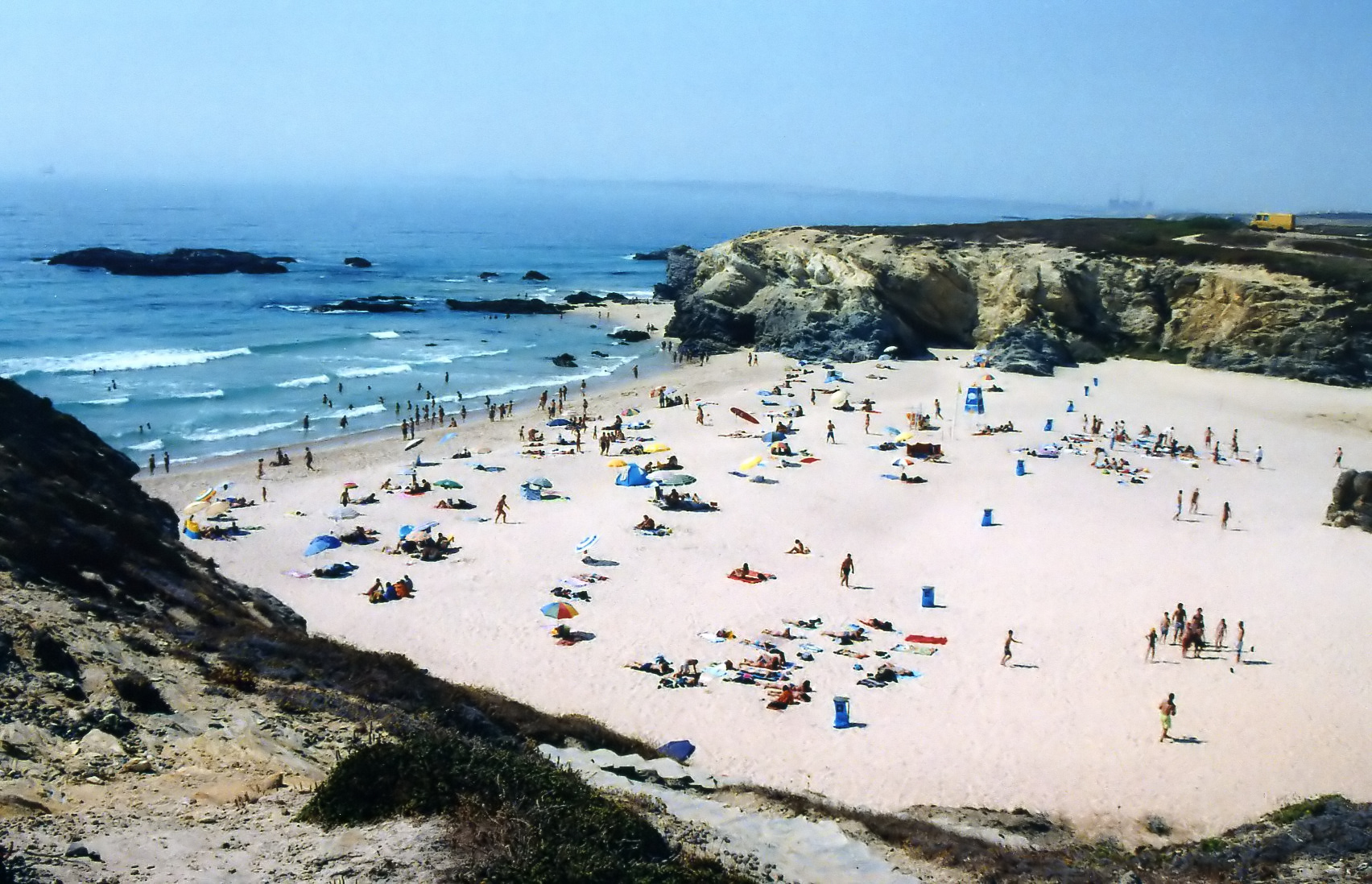
A Praia Grande part

Porto Covo civil egyházkerület hivatalosan 1984. december 31-én vált önálló közigazgatási egységgé, amikor kivált Sines civil egyházkerületéből. A freguesia alapterülete 48,73 km², és a 2001-es népszámlálási adatok alapján lélekszáma 1116 lakos, ennek megfelelően népsűrűsége: 22,9 lakos/km².
Porto Covo Sines városától 13 kilométerre délre található az Atlanti-óceán partján. Az utóbbi két évtizedben vált népszerű pihenőhellyé homokos tengerpartjai miatt, melyek közül több sziklapartokkal övezett, védett öblökben terül el, mint például a Praia Grande. A nyári hónapokban turisták lepik el a települést, akik az ország számos részéről utaznak ide hétvégi házaikba, bérelhető apartmanokba és kempingekbe. Közigazgatásilag Porto Covo területéhez tartozik a parttól mintegy 250 m-re lévő Pessegueiro-sziget, melyen a 16. századi Santo Alberto-erőd (Forte de Santo Alberto do Pessegueiro) romjai állnak.

## Történelme
Porto Covo a 18. században egy apró település volt a sziklás part mentén meghúzódó keskeny öbölben. 1780-ban mindössze négy lakóház alkotta. Lakossága főleg halászattal és kereskedelemmel foglalkozott. II. Fülöp spanyol király uralkodása idején nagyszabású terv készült a kalózhajók elleni védekezésre, és a Porto Covó-i természetes öböl tengeri kikötővé való átalakítására. 1588-ban építeni kezdik a tengerparton a Pessegueiro-erődöt, majd a Pessegueiro-szigeten a Santo Alberto-erődöt. 1598-ban azonban az erőd munkálatai félbemaradtak és a kikötő bővítése sem készült el.

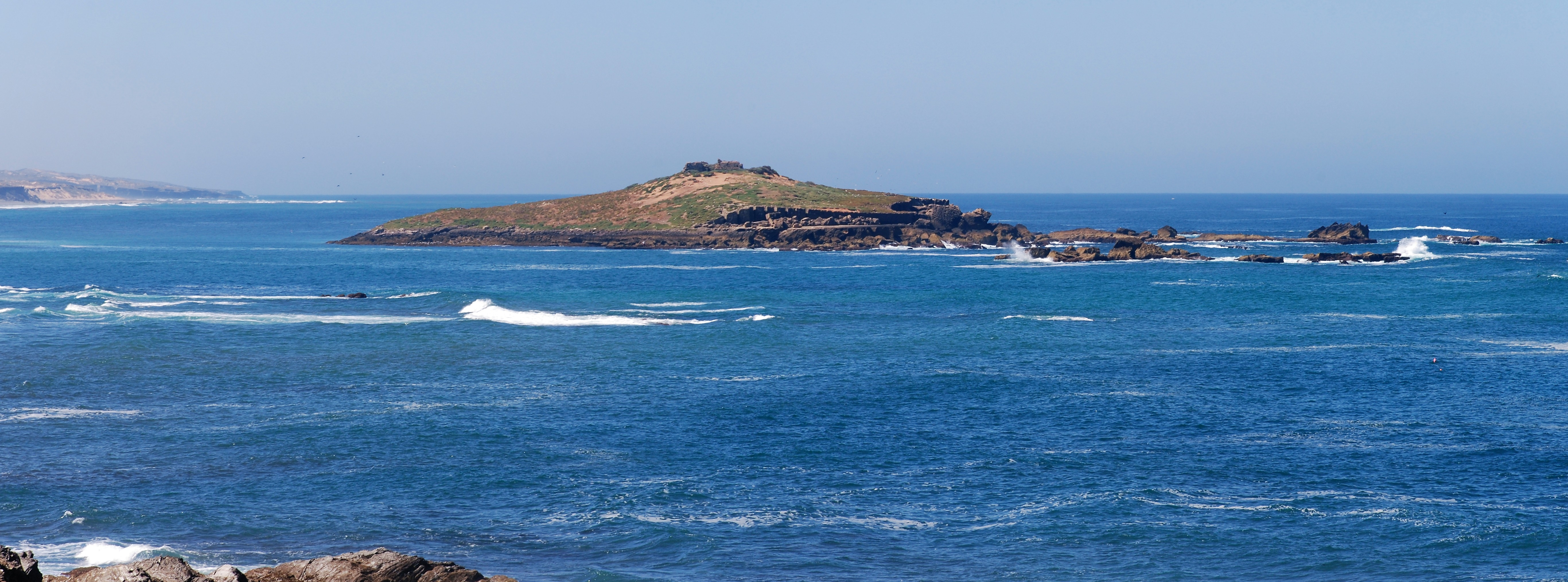
A Santo Alberto-erőd a Pessegueiro-szigeten

Az 1790-es években a település felkelti egy gazdag fővárosi kereskedő, Jacinto Fernandes Bandeira (1745–1806) figyelmét, aki Pombal márki (Marquês de Pombal) kormányzása idején vált nagy hatalmú és tehetős emberré. A falu bővítésére és környezetének kialakítására rendezési terveket készíttetett és az építést anyagilag is támogatta.
1796-ban Porto Covo fejlesztéséért, valamint a térség földművelésének, halászatának és kereskedelmének támogatásáért Jacinto Fernandes Bandeira megkapja a Porto Covo ura címet. 1802-ben kinevezték Vila Nova de Milfontes (település Porto Covótól 25 km-re délre) elöljárójává (portugálul Alcaide-mor). Ezután a vidék és földművelésügy királyi hivatalának tanácsosa lett. 1805-ben megkapta a Porto Covo bárója nemesi címet.
Porto Covónak a fejlesztések ellenére nem sikerült Alentejo térség fő kereskedelmi kikötővárosává válnia. A közeli és nagyobb népességű Sines és délebbre, a Mira folyó torkolatában lévő Vila Nova de Milfontes egyaránt jobb adottságú kikötőknek bizonyultak. Porto Covo kikötője másodlagos szerepet töltött be, legfontosabb tevékenysége a halászat maradt. A népességszám csak az 1940-es években indult növekedésnek, amikor megépült a sinesi ipari komplexum. A település az akkori 55 lakóépületről a 80-as évekre 194 lakóépületessé fejlődött, lélekszáma 246-ról 539 lakosra növekedett.

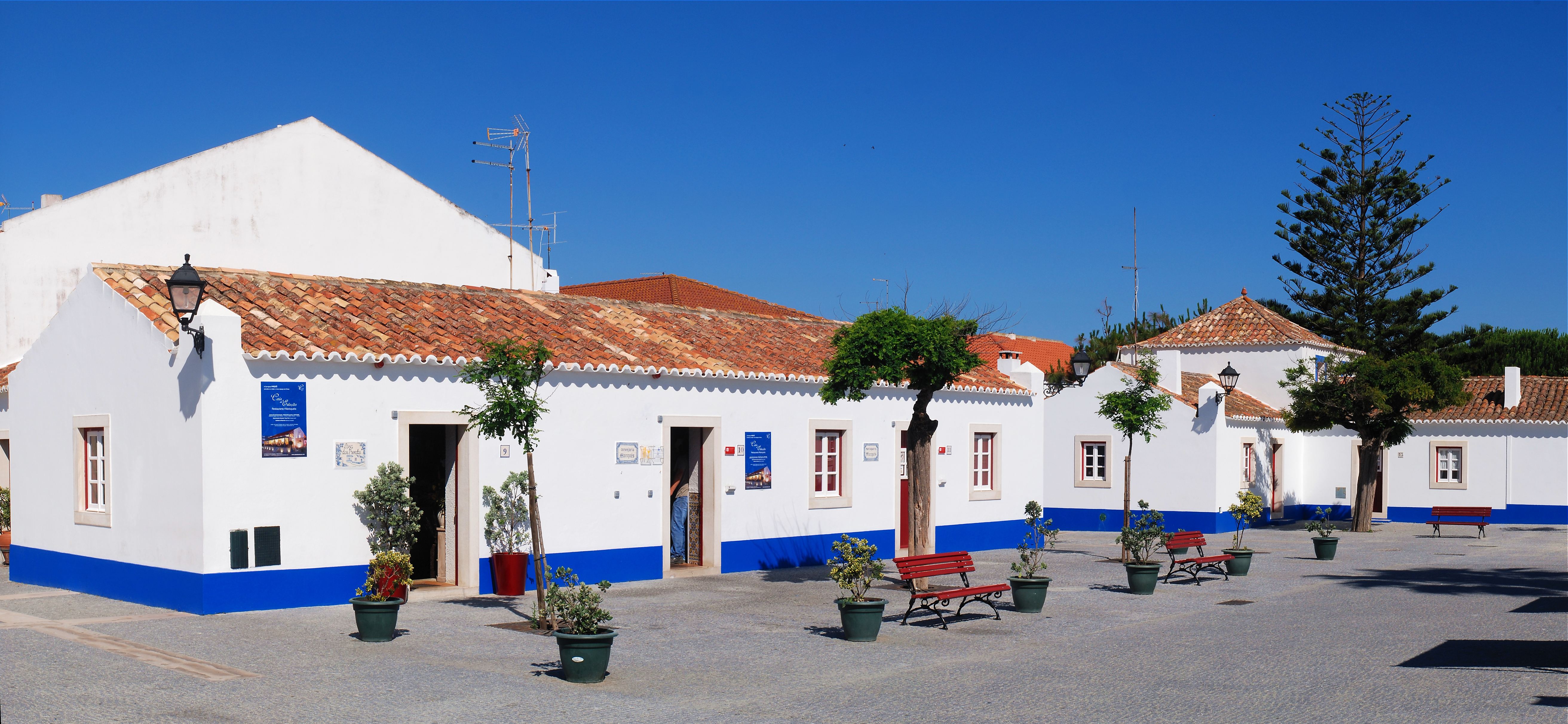
A Pombal márki tér

## Kulturális örökség
- Santo Alberto-erőd (Forte de Santo Alberto do Pessegueiro) a Pessegueiro-szigeten.
- A Pessegueiro strand erődje (Forte da Praia do Pessegueiro) a tengerparton.
- Pessegueiro uradalom (Herdade do Pessegueiro)
- Pombal márki tér (Praça Marquês de Pombal)
- Délnyugat-Alentejo és a Vicentei-partvidék Természetvédelmi Területe (Parque Natural do Sudoeste Alentejano e Costa Vicentina)

## Külső kapcsolatok, források
- Porto Covo
- Porto Covo önkormányzatának honlapja (portugálul)
- Információk Porto Covóról (portugálul) Archiválva 2009. augusztus 6-i dátummal a Wayback Machine-ben

1. ↑  http://www.ine.pt/ngt_server/attachfileu.jsp?look_parentBoui=165404348&att_display=n&att_download=y